# Dispur
Dispur (Assamesisch: দিছপুৰ, Dichpur; Bengalisch: দিসপুর, Dispur) ist Regierungssitz des indischen Bundesstaates Assam.
Dispur ist ein Stadtteil von Guwahati und liegt ungefähr 5 km östlich des Stadtzentrums und ca. 10 km südlich des Brahmaputra. Dispur hat etwa 350.000 Einwohner. Mit der Gründung des Bundesstaates Meghalaya im Jahr 1972 löste Dispur die alte Hauptstadt Shillong ab.